# Alessandro Turchi
Pour les articles homonymes, voir Turchi.
Alessandro Turchi dit l'Orbetto et aussi Alessandro Veronese, en français Alexandre Véronèse (Vérone, 1578 - 22 janvier 1649) était un peintre italien baroque de l'école véronaise.

## Biographie
Il naît à Vérone, fils aîné de Silvestro, sabotier, et d'Elisabetta, une famille issue de Illasi, venue s'installer à Vérone en 1541.
En 1595, les registres notent « Silvester de Turcis cecus mendicans olim spatarius ». Le père, devenu « orbo » (borgne), peut-être à la suite d'un accident de travail, vit d'aumônes, accompagné de son fils, qui est par suite appelé l'Orbetto.
En 1597, dans le testament d'un orfèvre véronais il est mentionné « Messer Alessandro Pittore domestico di Messer Felice Brusasorzi Pittore ». Sous Felice Brusasorzi, Alexandre Turchi « appris non seulement les principes de l'art, mais il s'avança beaucoup dans sa pratique » (dal Pozzo, 1718) et en 1603, dans un registre d'état-civil, il apparaît officiellement comme peintre.
Après la mort de son maître, il termine, avec Pasquale Ottino, la Caduta della manna à San Giorgio in Braida, et, ensuite, seul, le retable de San Raimondo di Peñafort pour l'autel Mazzoleni à Santa Anastasia, 
il signe la Maddalena penitente pour l'autel Da Prato dans l'église de San Tomaso Cantuariense à Vérone.

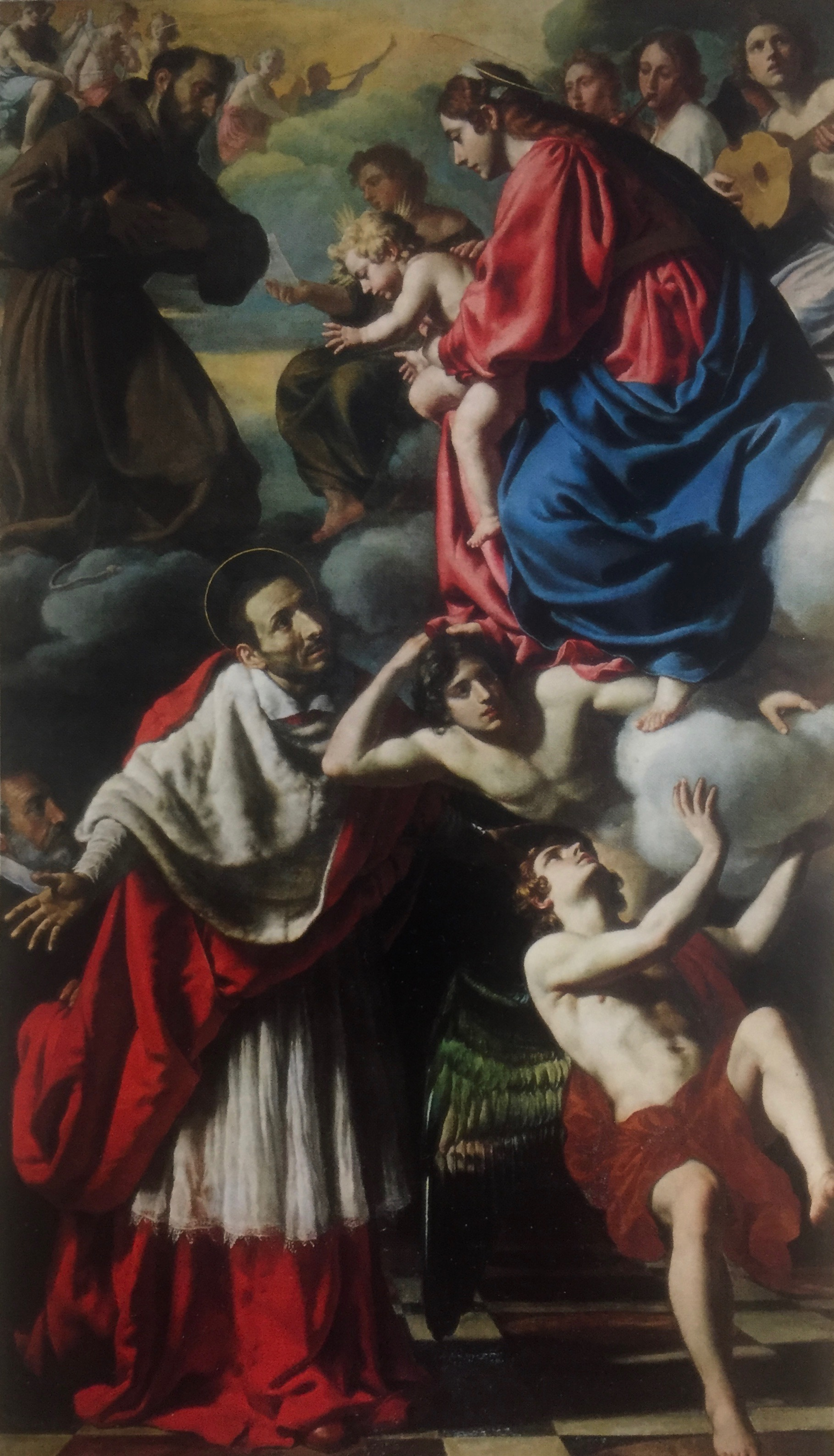
Madone en Gloire avec saint Charles Borromée, Saint François d'Assise et Anges musiciens.

En 1606, il est commissionné par l'Académie philharmonique de Vérone qui a décidé de faire peindre leurs orgues.
Il devient agrégé à l'Accademia Filarmonica di Verona sur sa demande en 1609.
Pendant les deux années 1616 et 1617 il reçoit les paiements pour la décoration à fresque de la Salle royale du palais du Quirinal à Rome, pour laquelle il peint l'ovale avec la Raccolta della manna, pour des peintures faites pour le cardinal Scipione Borghese, parmi lequel le Cristo morto con la Maddalena e angeli, maintenant à la Galerie Borghèse.
En 1618, il est inscrit parmi les membres de l'Accademia di San Luca de Rome.
En 1623, il épouse Lucia San Giuliano.
Il est noté en 1629 avoir reçu paiement du tableau Saint Antoine de Padoue à la Villa Farnese de Caprarola.
En 1634, il devient Premier Recteur de l’Accademia di San Luca et en 1637 Principe sous le patronage du cardinal Francesco Barberini.
En 1638, il entre à la Pontificia Accademia dei Virtuosi (l'Académie pontificale des Vertueux) à Rome.
En 1640, sa fille Cecilia épouse le peintre Giacinto Gimignani.
En 1648, la galerie de Giovan Pietro Curtoni à Vérone, fait figurer plusieurs de ses peintures parmi les œuvres des auteurs « modernes ».
Il meurt le 22 janvier 1649, à l'âge de 70 ans.

## Œuvres

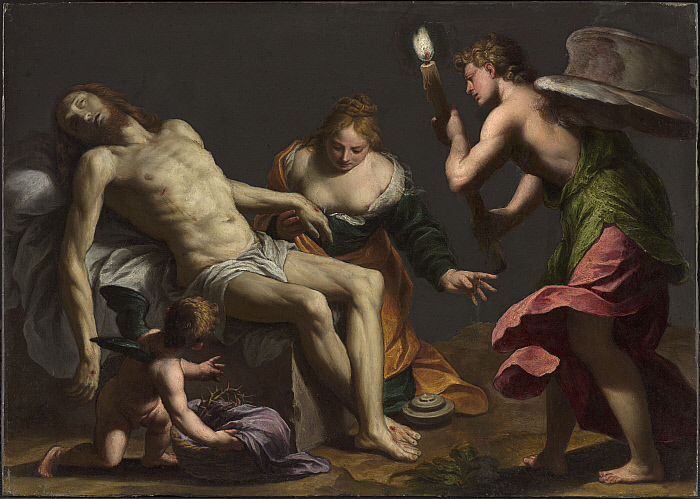
Alessandro Turchi, Lamentation sur le corps du Christ, c. 1645–50, 25 × 35 cm, Clark Art Institute.

- Alessandro Turchi, Lamentation sur le corps du Christ, c. 1645–50, 25 × 35 cm, Clark Art Institute.Retable de San Raimondo di Peñafort pour l'autel Mazzoleni à Santa Anastasia.
- La Musique, la Poésie, le Courage et la Citadelle (1606), peintures des orgues à Vérone (aujourd'hui conservées dans les Collections Royales des Windsor).
- Adoration des Bergers avec les saints Joseph, Jérôme et Antoine abatte (1608), retable à San Fermo Maggiore à Vérone pour la corporation des Menuisiers (Falegnami ou Marangoni).
- Madonna in gloria e i santi Giovanni Battista, Eligio e Francesco (1612), retable pour la corporation des orfèvres.
- Vittoria dei Veronesi sui Vicentini a Pontalto (1613) en décoration de la Salle du Conseil à Vérone, aujourd'hui à Castelvecchio.
- Fondazione di Santa Maria Maggiore (1614), à Castelvecchio.
- Peinture pour la Cappella della nuova fabbrica di Mondragone, Maison Borghese.
- Madonna in gloria con san Carlo Borromeo (1621) pour l'église San Salvatore in Lauro à Rome.
- l’Ercole e Onfale (1621), musée des Beaux-Arts de Monaco.
- Résurrection du Christ (1621) pour le cardinal français François de Sourdis, cathédrale Saint-André à Bordeaux.
- l'Adoration des Mages (1621) pour la famille Gherardini à Vérone.
- Santa Marta, e Santa Maria Madalena sopra la porta che s’entra d’Antonio Veronese et La Sammaritana del Verones (1631) pour la galerie du Palazzo Mattei di Giove, collection privée.
- Estasi di san Francesco con sant’Antonio abate (1641) retable pour l'autel de la famille Meneri à la sacristie de l'église Santa Maria in Organo.
- L'effigie dell’Anontiata, di S. Iseppo et di S. Giovanni Battista, autel et retable commandés en 1644 et exécutés en 1646 pour l'aristocrate Lombardo Lombardi à l'église San Nicolò.
- La Mort de Cléopâtre (~1640), 255 × 267 cm, musée du Louvre, Paris
- Lamentation sur le corps du Christ, [1]c. 1645–50, 25 × 35 cm, Clark Art Institute
- Diane et Actéon, Musée d'art classique de Mougins
- Enlèvement d'Hélène, Musée d'art classique de Mougins
- Enlèvement d'Hélène, dessin préparatoire, Mougins, Musée d'art classique de Mougins
- Un jeune général (Alexandre ?) faisant preuve de clémence envers deux prisonniers, Mougins, Musée d'art classique de Mougins

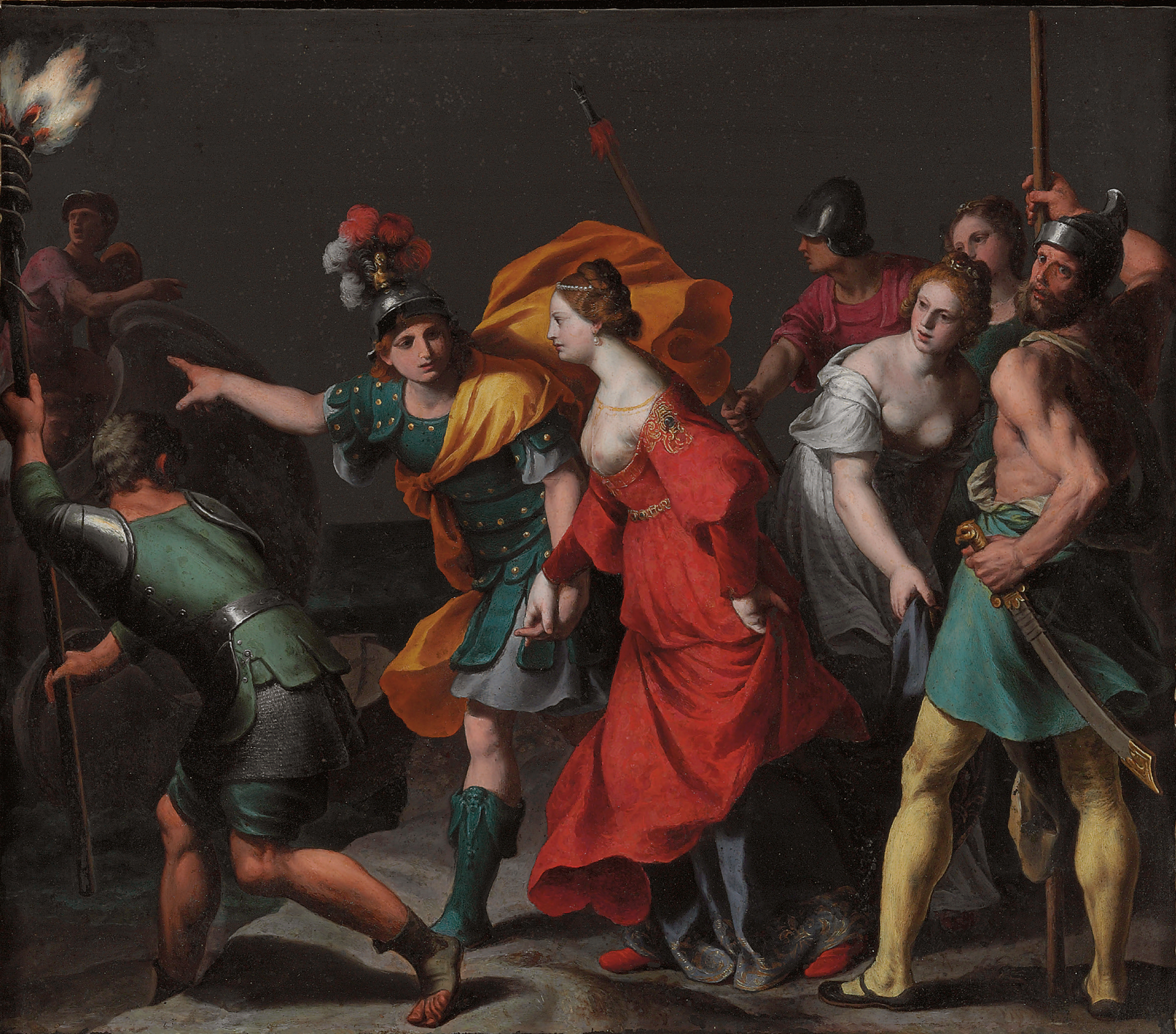
Enlèvement d'Hélène, Mougins, Musée d'art classique de Mougins.
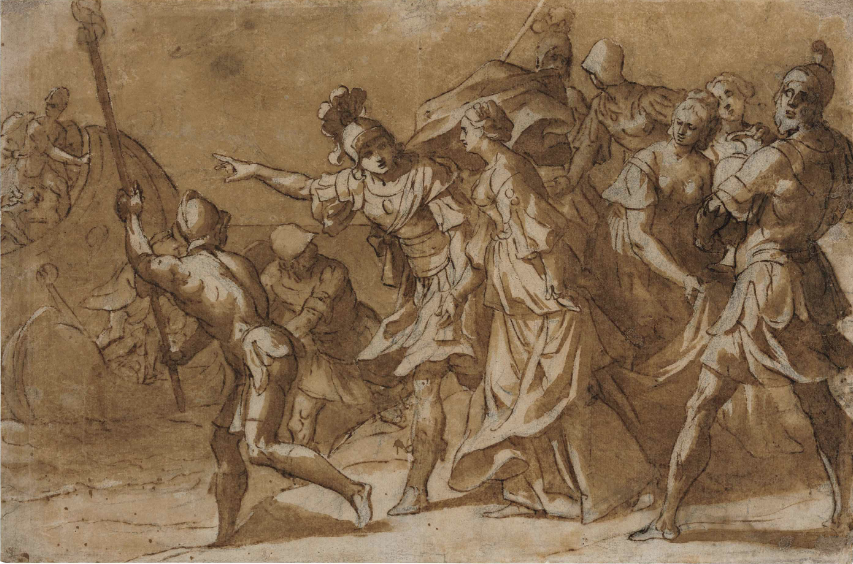
Enlèvement d'Hélène, dessin préparatoire, Mougins, Musée d'art classique de Mougins.
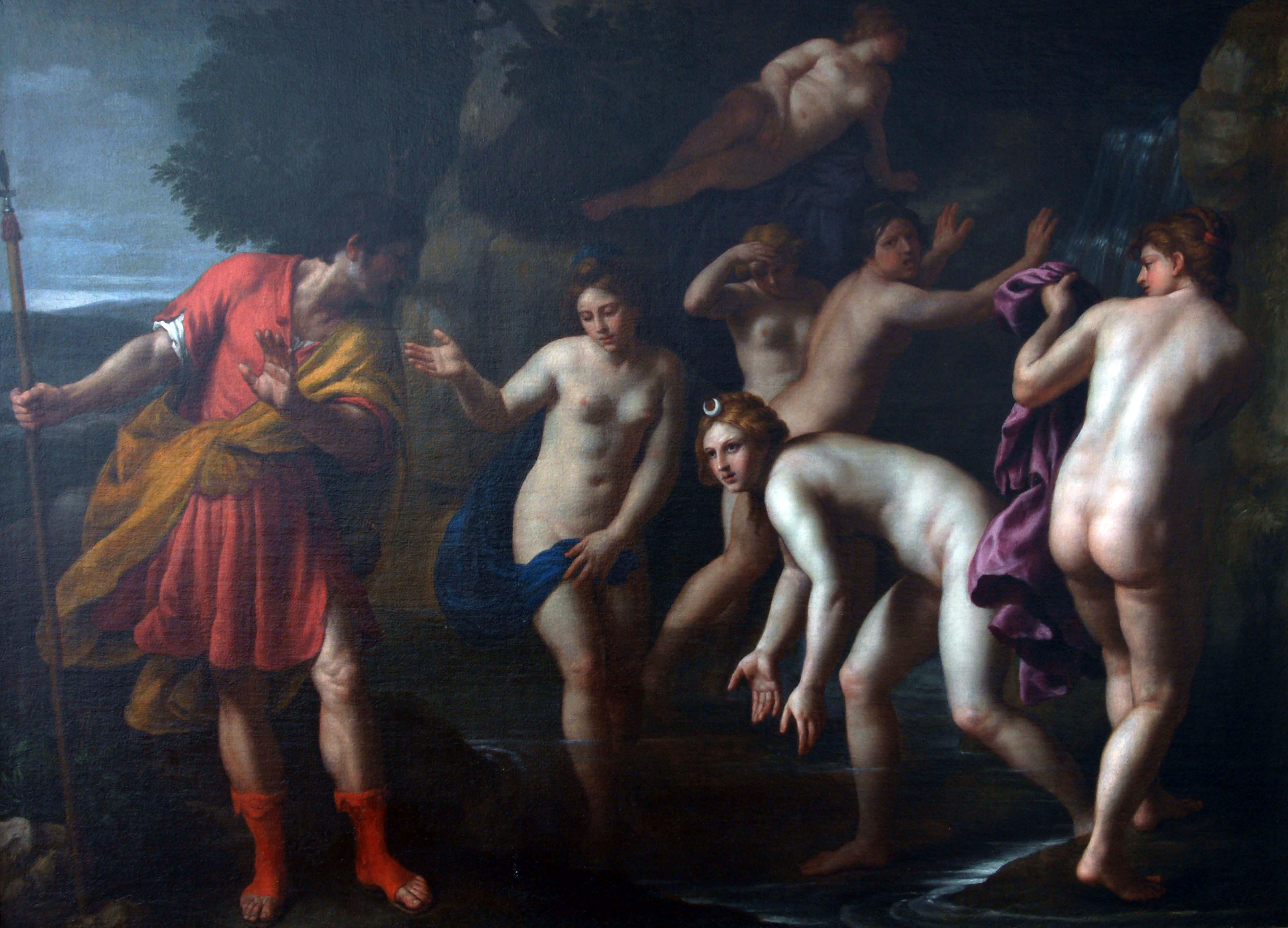
Diane et Actéon, Mougins, Musée d'art classique de Mougins.
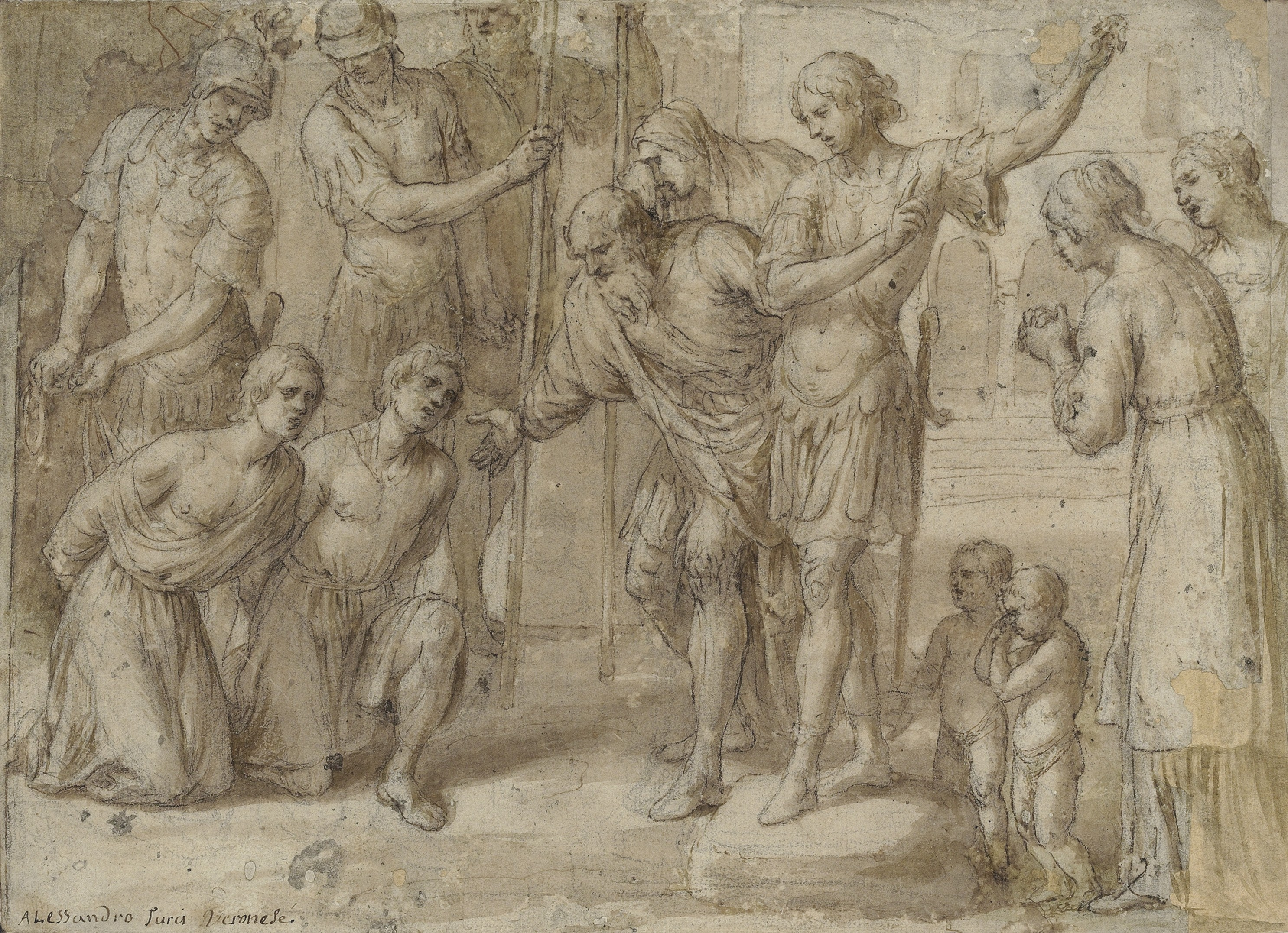
Un jeune général (Alexandre ?) faisant preuve de clémence envers deux prisonniers, Mougins, Musée d'art classique de Mougins.

### Œuvres localisées dans les églises de Vérone
(Toutes sont des huiles sur toile monumentales)
- Duomo : Quattro angeli musicanti, cantoria dell’organo di sinistra, 130 cm × 310 cm
- San Giorgio in Braida : La raccolta della manna, presbytère, 800 cm × 830 cm
- Santa Anastasia : Madonna col Bambino e i santi Giacomo, Bartolomeo, Francesco e Raimondo di Peñafort - Angeli con ghirlande di rose, chapelle du Rosaire, 160 cm × 239 cm (tympan), 110 cm × 239 cm
- San Tomaso Cantuariense : Maddalena penitente nella grotta, secondo altare a destra, 410 cm × 210 cm
- San Fermo : Adorazione dei pastori con i santi Girolamo e Antonio abate (pala dei Falegnami), secondo altare a sinistra, 413 cm × 235 cm
- San Luca : Assunzione della Vergine, lato destro dell’ingresso laterale, 348 cm × 192 cm
- Santi Apostoli : Sant’Agostino in meditazione sul mistero della Trinità, parete sinistra, 296 cm × 230 cm
- San Francesco al Corso (Museo G.B. Cavalcaselle) : Madonna col Bambino e i santi Carlo Borromeo, Francesco, Lorenzo e una santa martire, cappella della Madonna, 318 cm × 166 cm
- Santo Stefano : I quaranta martiri, (1619), chapelle des Innocents, 335 cm × 205 cm
- Santa Maria in Organo : Estasi di san Francesco con sant’Antonio Abate sacrestia, 318 cm × 166 cm
- San Nicolò : Annunciazione con i santi Giuseppe e Giovanni Battista e il beato Giovanni Marinoni, presbytère, 325 cm × 205 cm

## Sources
- (en) Cet article est partiellement ou en totalité issu de l’article de Wikipédia en anglais intitulé « Alessandro Turchi » (voir la liste des auteurs).